# Walk It Out (canção de Jennifer Hudson)
"Walk It Out" é uma canção da cantora estadunidense Jennifer Hudson. Foi escrita por Lyrica Anderson, Jacob Luttrell, Chris Godbey, Mike Tompkins, Jim Beanz, J-Roc, Hudson e Timbaland para seu terceiro álbum de estúdio JHUD (2014), enquanto a produção foi tratada por último. A faixa de andamento médio foi lançada mundialmente em 29 de abril de 2014 como o segundo single do álbum.

## Videoclipe
O videoclipe "Walk It Out" foi lançado em 16 de junho de 2014. Filmado em Chicago, foi dirigido por Little X e segue Hudson pelas ruas de Chicago. Timbaland e o parceiro de Hudson David Otunga fazem aparições no vídeo.

## Gráficos
| Gráfico (2014)                      | Pico posição |
| ----------------------------------- | ------------ |
| Adult R&B Songs (Billboard)         | 29           |
| Hot R&B/Hip-Hop Airplay (Billboard) | 46           |